# The Lucky One (пісня Уку Сувісте)
«The Lucky One» («Щасливчик») — це пісня у виконанні естонського співака Уку Сувісте для Євробачення 2021 року Бек-вокалістом поза сценою під час виступу Сувісте на Євробаченні буде Каарел Орумягі. [джерело?]

## Конкурс пісні Євробачення
Пісня була обрана для представлення Естонії на Євробаченні 2021 року після перемоги в Eesti Laul, музичному конкурсі, який відбирає кандидатури Естонії на Євробачення. У півфіналі конкурсу 2021 року буде представлений той самий склад країн, який визначений жеребкуванням півфіналу конкурсу 2020 року. Естонія потрапила у другий півфінал, який відбудеться 20 травня 2021 року, і її планували виступити в першій половині шоу.